# Cité de Varenne
La cité de Varenne est une voie du 7e arrondissement de Paris, en France.

## Situation et accès
La cité de Varenne est une voie privée située dans le 7e arrondissement de Paris. Elle débute au 51, rue de Varenne et se termine en impasse.

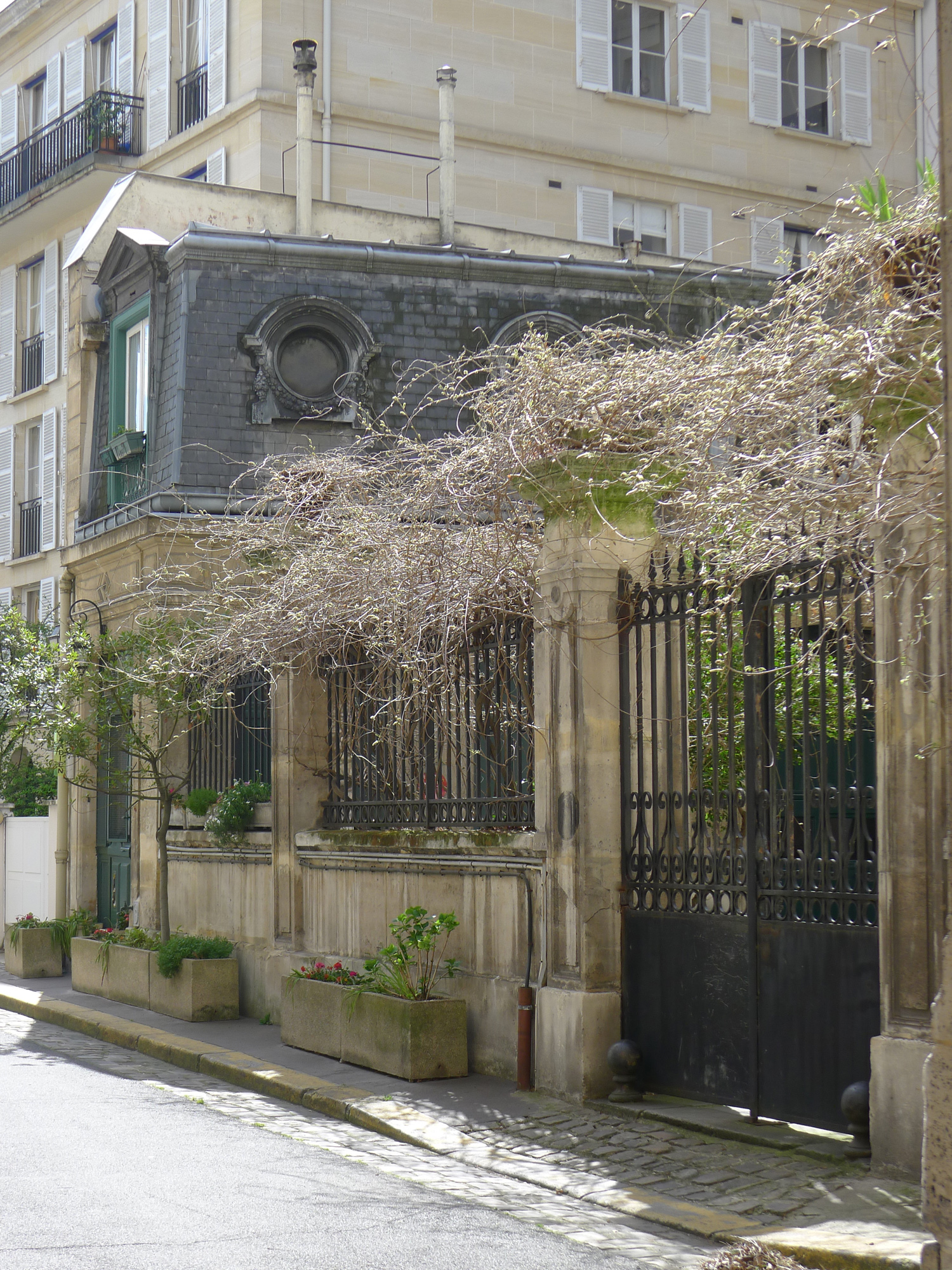
Bâtiment de la voie.

## Origine du nom
Cette voie doit son nom au voisinage de la rue de Varenne.

## Historique
- La cité de Varenne, ouverte sur l’emplacement de l’ancien hôtel de Boisgelin, archevêque d’Aix[1], est vraisemblablement aménagée entre 1871 et 1875 puisqu’un témoin oculaire des bombardements prussiens sur le quartier rapporte qu’en 1871 il avait « couru jusqu’à l’endroit où l’on construisit plus tard la cité de Varenne et qui n’était encore qu’un terrain vague »[2].

- La première mention de la cité dans la presse date de 1881[3].

## Bâtiments remarquables et lieux de mémoire
- No 5 : en 1901, l’hôtel situé à cette adresse est vendu au prix de 634 F le mètre carré[4].

## Dans la littérature
- L’un des personnages principaux du livre de Louis-Henri de La Rochefoucauld, Les Petits Farceurs (2023), habite la cité de Varenne[5].